# Michał Dukeian
Michał III Dukeian (gr. Μιχαήλ Δουκειανός; wł. Michele Doceano), zwany Młodszym − był w latach 1040-1041 katepanem Italii.  Zastąpił na tym stanowisku swego ojca, Necefora Dukeiana. Jego pierwszym ważniejszym aktem było przekazanie władzy miasta Melfi greckojęzycznemu Lombardowi Arduinowi wraz z tytułem topoterytesa. Arduin jednak zdradził i poprowadził swych zaciężnych Normanów na pomoc zbuntowanemu w Apulii katepanowi Argyrusowi. 16 marca 1041 roku, w pobliżu Venosy nad rzeką Olivento, Dukeian starł się z armią lombardzko-normandzką, ale został pokonany.  
Wkrótce doszło do kolejnego starcia pod Montemaggiore, niedaleko pola pamiętnej bitwy z roku 216 p.n.e. oraz pierwszego boju Normanów na terytorium Mezzogiorno w 1018 roku. Katepano wezwał wprawdzie na pomoc znaczne siły Waregów z Bari, ale i ta bitwa została przegrana, a wielu żołnierzy Michała potonęło w nurtach rzeki Ofanto podczas ucieczki. Dukeian został wówczas przeniesiony na Sycylię, którą Normanowie niedawno opuścili wyparci przez ekspedycję Georgiosa Maniakesa. Po wrześniu 1041 roku jego następcą został Eksaugustus Boioannes.